# Standseilbahn Paektusan
Koordinaten: 41° 59′ 42,4″ N, 128° 5′ 30,1″ O
Die Standseilbahn Paektusan (케이블카 백두산 / 향도봉호) ist eine Standseilbahn in Nordkorea, welche sich in der Provinz Ryanggang-do am Paektusan, dem höchsten Berg Nordkoreas, befindet. Die nächstgelegene größere Stadt ist Hyesan, sie ist etwa 67 km entfernt. In der Nähe befindet sich das Großmonument Samjiyŏn. Von der Bergstation aus erreicht man zu Fuß oder mit einer Gruppenumlaufbahn den Kraterrand bergab den Himmelssee, in unmittelbarer Nähe liegt die Grenze zur Volksrepublik China. Die Trasse ist knapp 1,1 km lang, für die Ausweiche in Streckenmitte werden Abtsche Weichen genutzt. Für die Beförderung kommen zwei Wagen unbekannter Herkunft zum Einsatz. Sie ist von Mai bis September im Betrieb, nicht jedoch bei gelegentlichem Stromausfall.

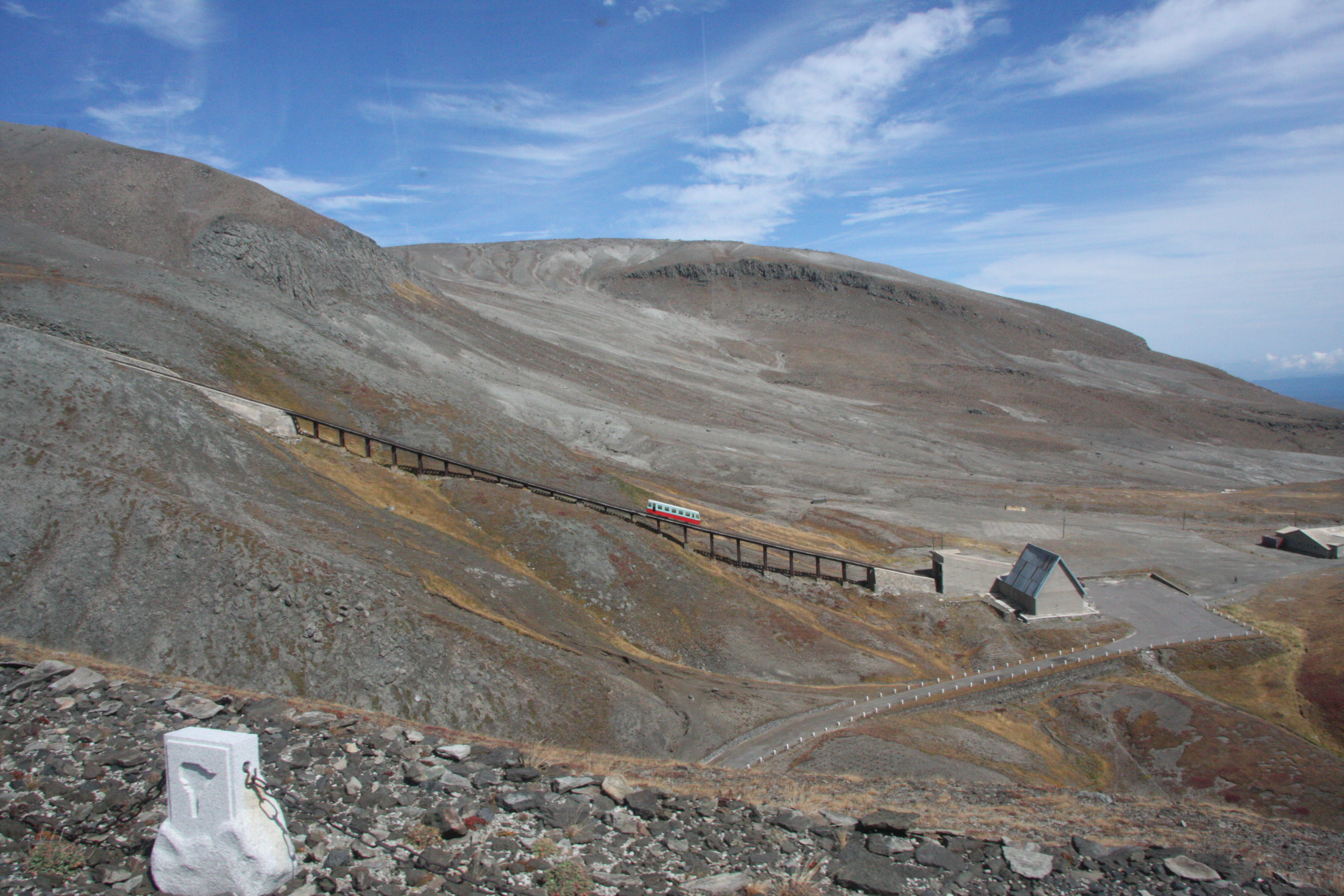
Der untere Streckenabschnitt mit geschätzt 30 % Steigung
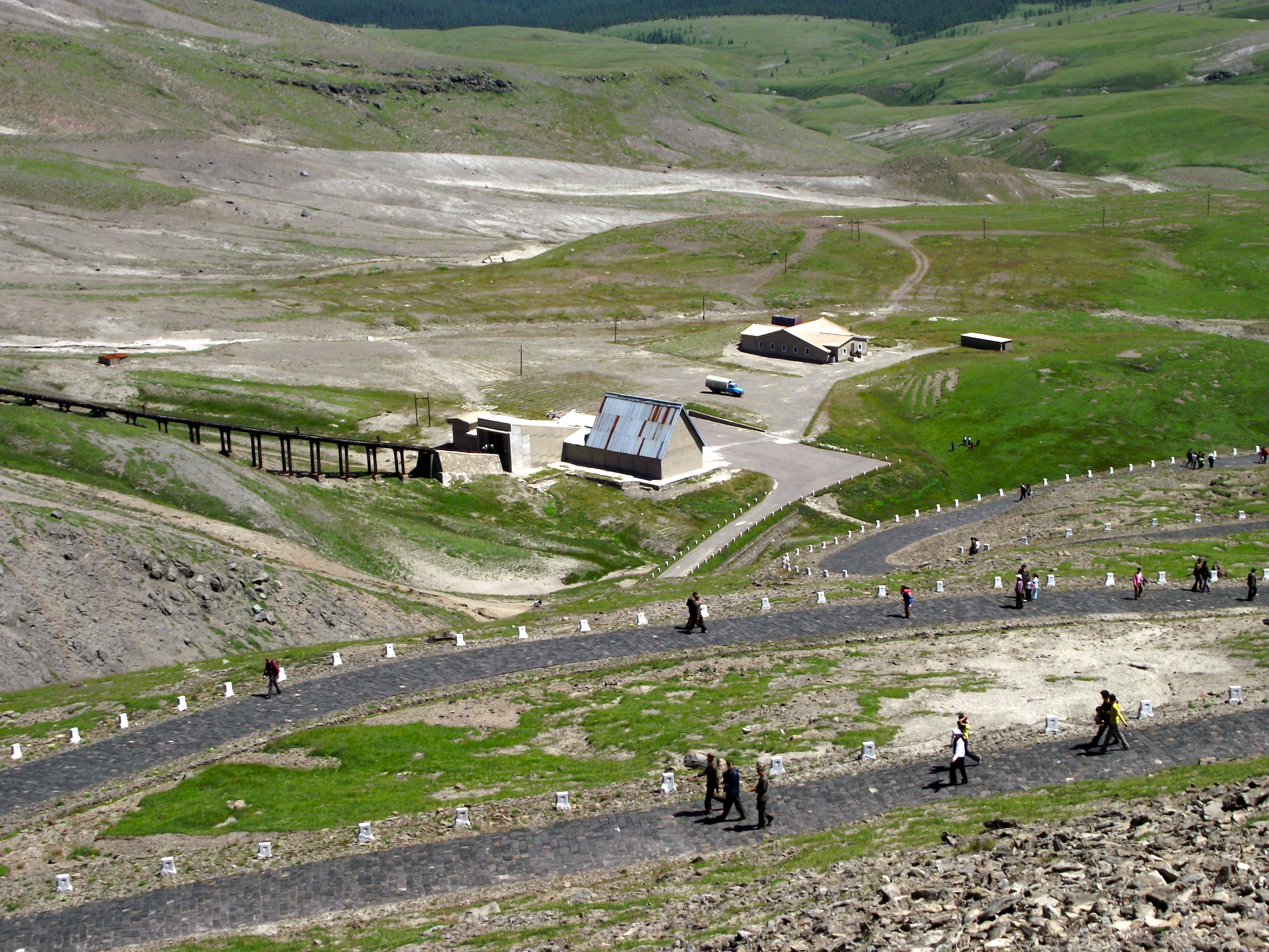
Talstation
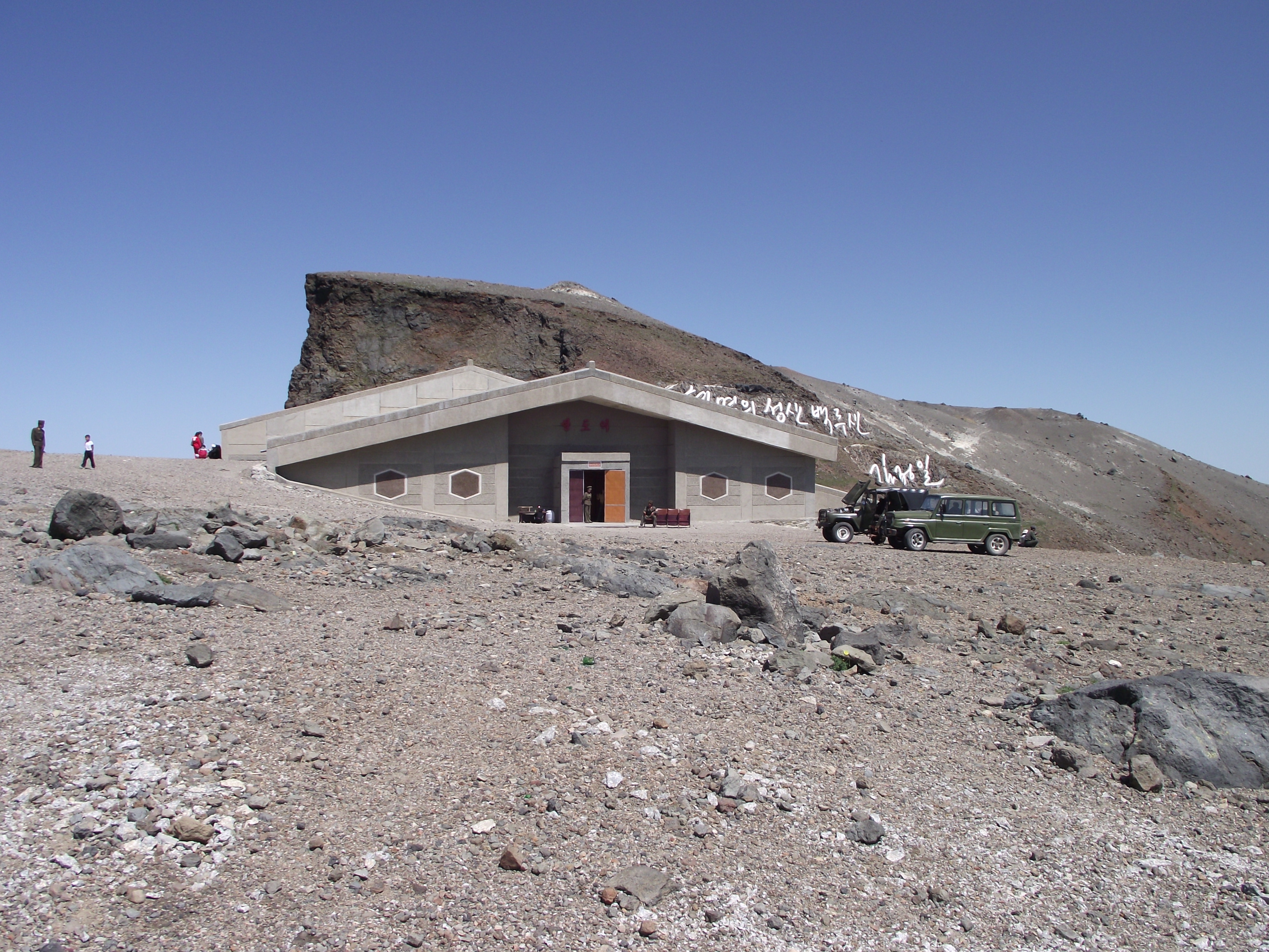
Bergstation
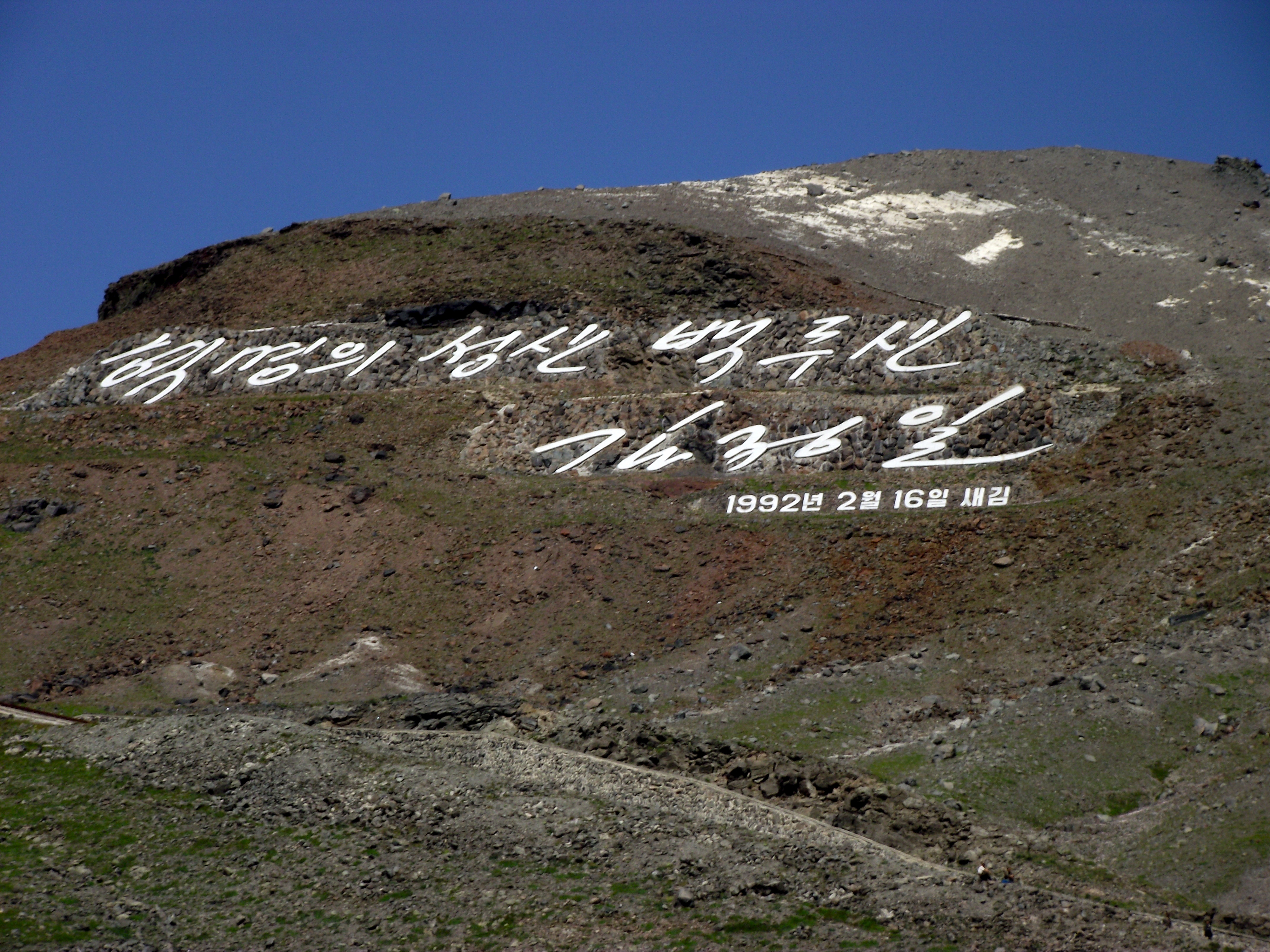
Zitat von Kim Jong-il: „Paektusan – der heilige Berg der Revolution.“
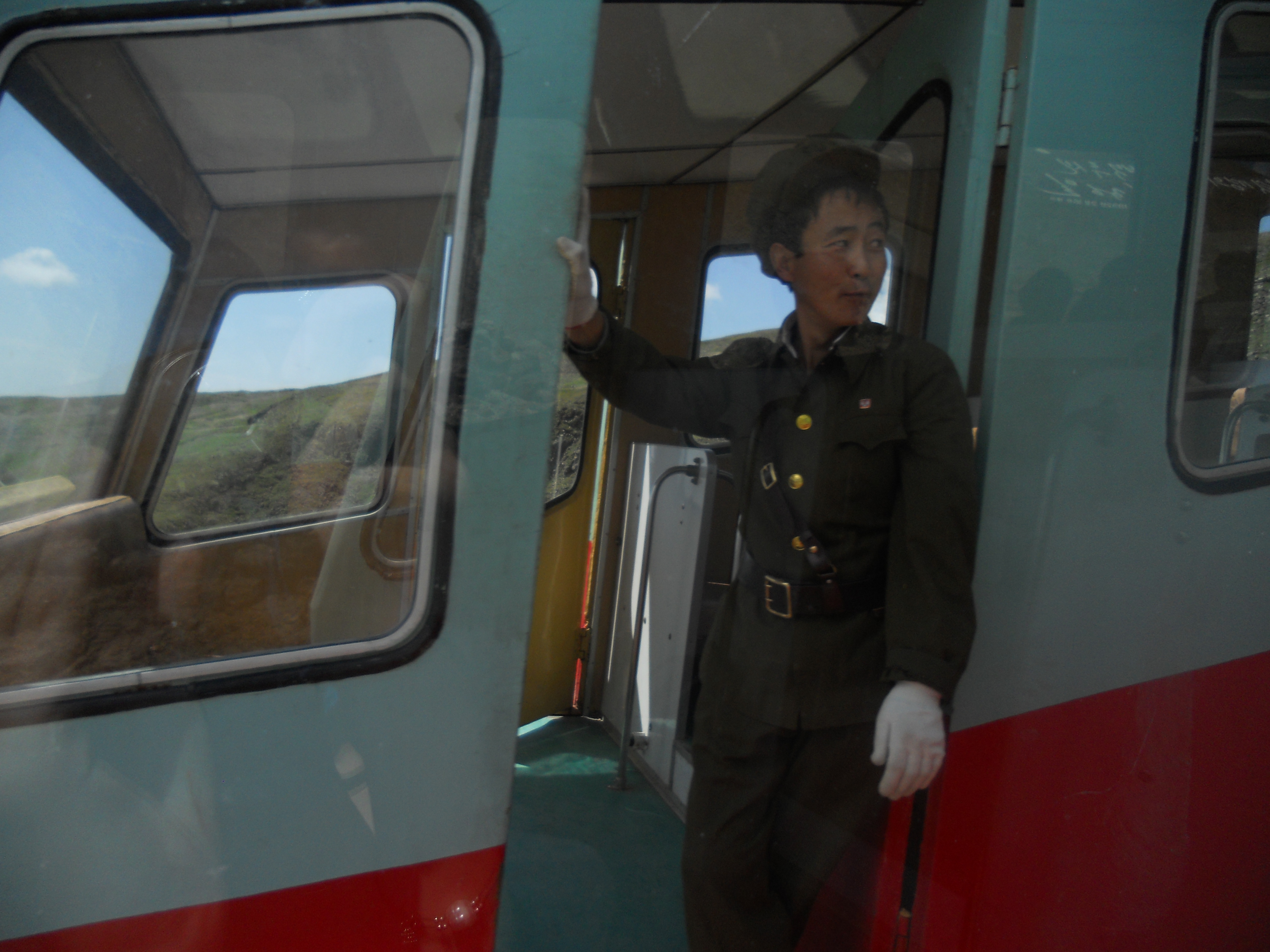
Fahrer wartet auf die Abfahrt
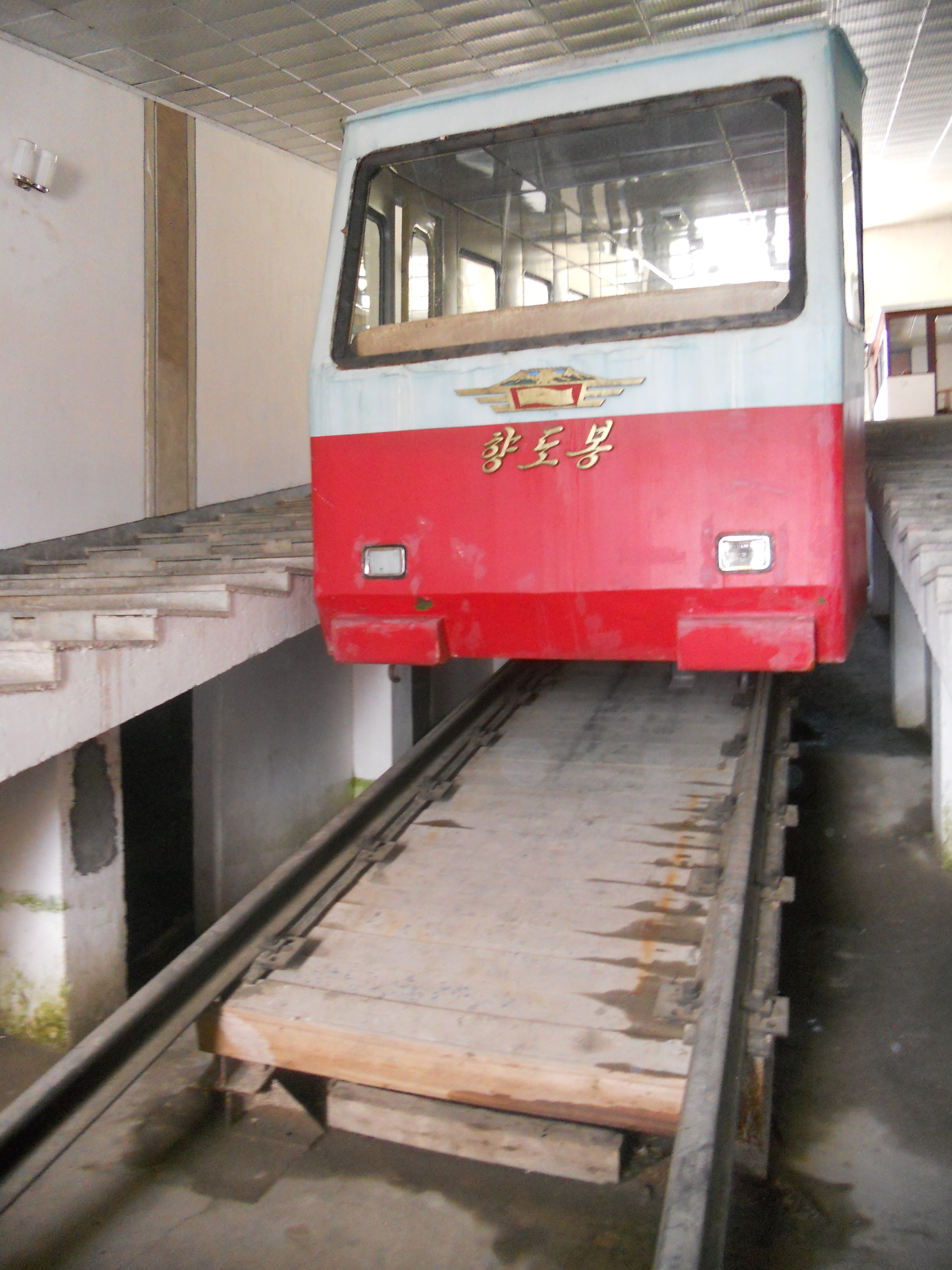
Fahrzeug der Standseilbahn in der Bergstation
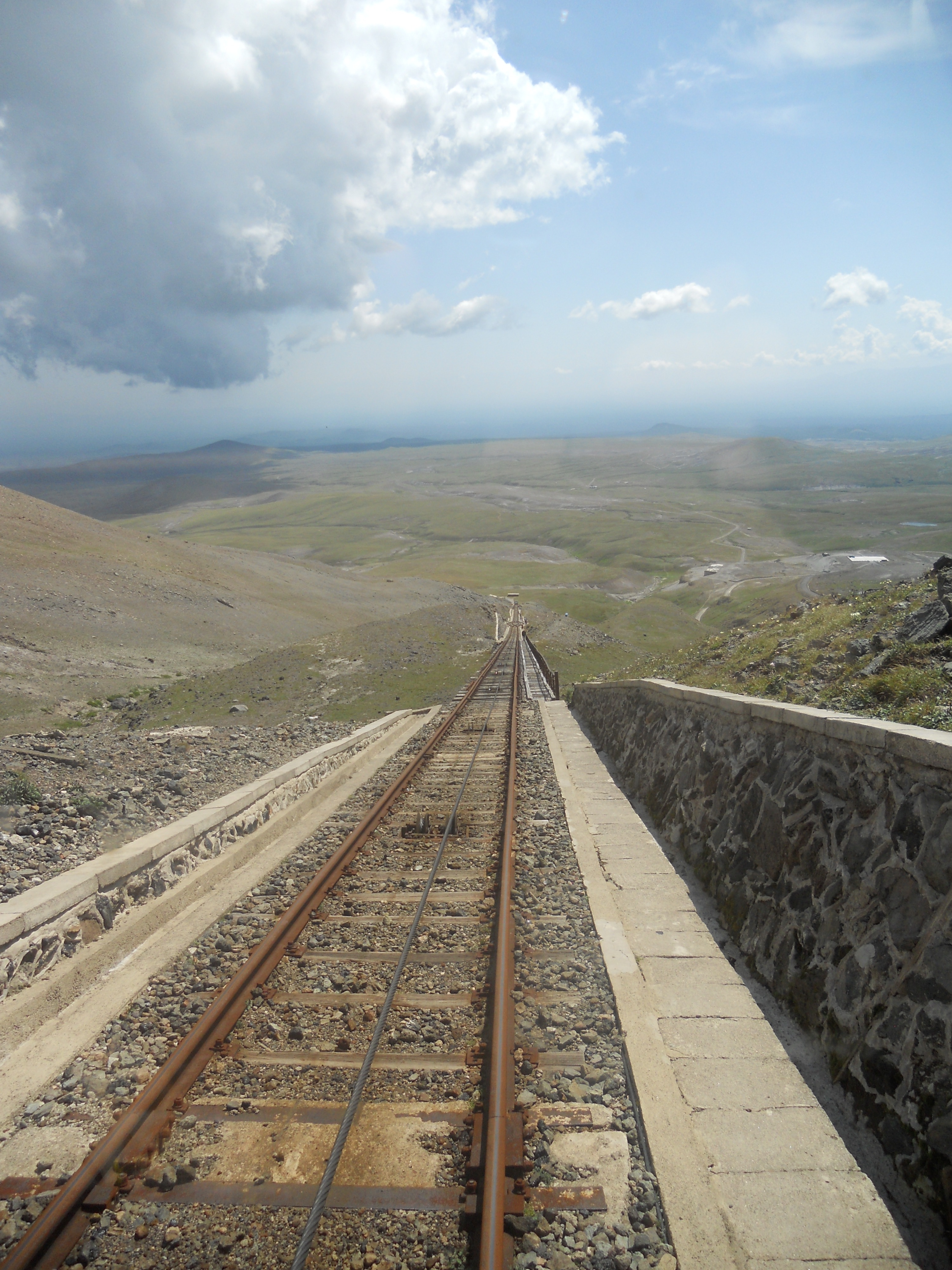
Blick über die Abt’sche Ausweiche zur Talstation – verschraubte Schienenstöße auf Stahlbetonschwellen, dazwischen 16 Holzschwellen in Schotterbett, Begleitweg ohne Stufen